# ASEC Mimosas (féminines)
Pour les articles homonymes, voir ASEC Mimosas (homonymie).
Maillots
La section féminine de football de l'ASEC Mimosas est un club féminin de football basé à Abidjan.

## Histoire
En décembre 2022, l'ASEC lance des détections pour former une équipe féminine.
En 2023, l'ASEC, qui évolue en deuxième division, recrute l'ancienne sélectionneuse de l'équipe de Côte d'Ivoire, Adélaïde Koudougnon, au poste d'entraîneure, ainsi que plusieurs joueuses de Ligue 1. Après avoir dominé outrageusement sa poule (4 victoire en 4 matches, +57 de différence de but), l'ASEC obtient sa promotion en Ligue 1. Lors de la finale de D2, le club perd 1-0 face au Teco FC, mais récupère le titre administrativement après avoir argué que leur adversaire avait aligné plus de joueuses étrangères que le quota autorisé,.
Pour sa première saison en première division, en 2023-2024, l'ASEC termine deuxième du championnat, à onze points de l'Inter d'Abidjan.
En 2024-2025, l'ASEC réussit un début de saison canon avec quatre victoires en autant de matches.